# Aegialia nitida
Aegialia nitida är en skalbaggsart som beskrevs av Waterhouse 1875. Aegialia nitida ingår i släktet Aegialia och familjen Aegialiidae. Inga underarter finns listade i Catalogue of Life.